# Cymaterus recens
Cymaterus recens är en skalbaggsart som beskrevs av Holzschuh 2005. Cymaterus recens ingår i släktet Cymaterus och familjen långhorningar. Inga underarter finns listade i Catalogue of Life.